# A danza con Vanessa
A danza con Vanessa è una serie televisiva a disegni animati composta da tredici episodi dalla durata variabile dai due a quattro minuti. È stata trasmessa da Rai 3 all'interno del programma Trebisonda.
Gli episodi hanno pochi dialoghi, diversi monologhi e una voce narrante, che descrive gli avvenimenti con frasi in rima. La serie è stata realizzata con la consulenza artistica della danzatrice Liliana Cosi.

## Trama
Vanessa Papiglioni è una bambina di otto anni, molto goffa e impacciata, che ha un sogno: diventare una ballerina di danza classica. Nel corso della serie imparerà quest'arte, sotto la guida della maestra Fraulein Fiamma Messerschmitt.

## Doppiaggio
- Antonella Colletta: Voce Narrante
- Lorenza Biella: Vanessa
- Lorenza Biella: Fraulein Fiamma Messerschmitt

## Episodi
- 01 - En-dehors - L'apertura
- 02 - Il demi-pliè
- 03 - Le posizioni
- 04 - il cambrè
- 05 - il relevè en face
- 06 - attitude
- 07 - Il grand battement
- 08 - L'arabesque
- 09 - Ballare sulle punte
- 10 - I salti
- 11 - La tarantella
- 12 - Pas de vals
- 13 - Il lago dei cigni